# Lijst van voetbalinterlands Colombia - Japan
Deze lijst van voetbalinterlands is een overzicht van alle officiële voetbalwedstrijden tussen de nationale teams van Colombia en Japan. De landen speelden tot op heden zes keer tegen elkaar. De eerste ontmoeting, een wedstrijd tijdens de FIFA Confederations Cup 2003, werd gespeeld in Saint-Étienne (Frankrijk) op 22 juni 2003. Het laatste duel, een vriendschappelijke wedstrijd, vond plaats op 28 maart 2023 in Osaka.

## Wedstrijden
| № | Plaats        | Datum         | Competitie                   | Wedstrijd        | Uitslag |
| - | ------------- | ------------- | ---------------------------- | ---------------- | ------- |
| 1 | Saint-Étienne | 22 juni 2003  | FIFA Confederations Cup 2003 | Japan − Colombia | 0 – 1   |
| 2 | Saitama       | 5 juni 2007   | Vriendschappelijk            | Japan − Colombia | 0 – 0   |
| 3 | Cuiabá        | 24 juni 2014  | WK 2014                      | Japan − Colombia | 1 − 4   |
| 4 | Saransk       | 19 juni 2018  | WK 2018                      | Colombia – Japan | 1 − 2   |
| 5 | Yokohama      | 22 maart 2019 | Vriendschappelijk            | Japan − Colombia | 0 − 1   |
| 6 | Osaka         | 28 maart 2023 | Vriendschappelijk            | Japan − Colombia | 1 − 2   |

## Samenvatting
| Competitie              | Totaal gespeeld | Winst Colombia | Gelijk | Winst Japan | Doelsaldo Colombia – Japan |
| ----------------------- | --------------- | -------------- | ------ | ----------- | -------------------------- |
| WK-eindronde            | 2               | 1              | 0      | 1           | 5 − 3                      |
| FIFA Confederations Cup | 1               | 1              | 0      | 0           | 1 − 0                      |
| Vriendschappelijk       | 3               | 2              | 1      | 0           | 3 − 1                      |
| Totaal                  | 6               | 4              | 1      | 1           | 9 − 4                      |

Wedstrijden bepaald door strafschoppen worden, in lijn met de FIFA, als een gelijkspel gerekend.

## Details

### Eerste ontmoeting
| FIFA Confederations Cup 2003 (Saint-Étienne, Frankrijk, 22 juni 2003): |              | |
| Japan | 0 – 1        | Colombia |
| | goals        | 68' Giovanni Hernández |
| Zico | bondscoach   | Francisco Maturana |
| Seigo Narazaki Nobuhisa Yamada Keisuke Tsuboi Tsuneyasu Miyamoto Alessandro Santos Hidetoshi Nakata Yasuhito Endo 85' Koji Nakata Mitsuo Ogasawara 74' Naohiro Takahara Yoshito Okubo 67' | opstellingen | Óscar Córdoba Gonzalo Martínez José Mera Mario Yepes Gerardo Bedoya 46' Óscar Díaz Jairo Patiño Jorge López Giovanni Hernández Víctor Aristizábal 76' Eulalio Arriaga |
| Yuichiro Nagai 67' Daisuke Matsui 74' Daisuke Oku 85' | wissels      | 46' Arnulfo Valentierra 76' Gerardo Vallejo |
| Nobuhisa Yamada 12' Hidetoshi Nakata 83' Daisuke Matsui 88' | gele kaarten | 5' José Mera |

### Tweede ontmoeting
| Vriendschappelijk (Saitama, Japan, 5 juni 2007): |              | |
| Japan | 0 – 0        | Colombia |
| | goals        | |
| Ivica Osim | bondscoach   | Jorge Luis Pinto |
| Yoshikatsu Kawaguchi Koji Nakata 46' Yuji Nakazawa Yuichi Komano Keita Suzuki Shunsuke Nakamura 88' Kengo Nakamura Yuki Abe Junichi Inamoto 46' Yasuhito Endo 80' Naohiro Takahara 90' | opstellingen | Agustín Julio Gerardo Vallejo Mario Yepes Javier Arizala Luis Perea 57' Vladimir Marín Fabián Vargas 69' David Ferreira 41' Yulian Anchico 80' Edixon Perea 62' Sergio Herrera |
| Naotake Hanyu 46' Yasuyuki Konno 46' Seiichiro Maki 80' Jungo Fujimoto 88' Ryuji Bando 90'                                                                                             | wissels      | 41' Jorge Banguero 57' Jaime Castrillón 62' Hugo Rodallega 69' Juan Escobar 80' Radamel Falcao                                                                                 |
| Keita Suzuki ??' | gele kaarten | ??' Mario Yepes ??' Luis Perea ??' Fabián Vargas |

### Derde ontmoeting
| Groepswedstrijd WK 2014 (Cuiabá, Brazilië, 24 juni 2014): |                 | |
| Japan | 1 – 4           | Colombia |
| (Keisuke Honda) Shinji Okazaki 45' | goals (assists) | 17' Juan Cuadrado (Adrián Ramos) 55' Jackson Martínez (James Rodríguez) 82' Jackson Martínez (James Rodríguez) 90' James Rodríguez (Adrián Ramos)                               |
| Alberto Zaccheroni | bondscoach      | José Pékerman |
| Eiji Kawashima Atsuto Uchida Yuto Nagatomo Maya Yoshida Keisuke Honda Shinji Kagawa Toshihiro Aoyama Yasuyuki Konno Makoto Hasebe Shinji Okazaki 69' Yoshito Okubo | opstellingen    | 85' David Ospina Santiago Arias Pablo Armero Eder Balanta Carlos Valdés 46' Juan Cuadrado Fredy Guarín Alexander Mejia 46' Juan Fernando Quintero Adrián Ramos Jackson Martínez |
| Hotaru Yamaguchi 62' Yoichiro Kakitani 69' Hiroshi Kiyotake 85' | wissels         | 46' Carlos Carbonero 46' James Rodríguez 85' Faryd Mondragón |
| Yasuyuki Konno 16' | gele kaarten    | 63' Fredy Guarín |

### Vierde ontmoeting
| Groepswedstrijd WK 2018 (Saransk, Rusland, 19 juni 2018): |                 | |
| Colombia | 1 – 2           | Japan |
| Juan Fernando Quintero 39' | goals (assists) | 6' (pen.) Shinji Kagawa 73' Yuya Osako (Keisuke Honda) |
| José Pékerman | bondscoach      | Akira Nishino |
| David Ospina Santiago Arias Davinson Sánchez Óscar Murillo Johan Mojica Carlos Sánchez Juan Fernando Quintero 59' Jefferson Lerma Juan Cuadrado 31' Radamel Falcao José Izquierdo 70' | opstellingen    | Eiji Kawashima Hiroki Sakai Maya Yoshida Gen Shoji Yuto Nagatomo Makoto Hasebe 70' Shinji Kagawa 80' Gaku Shibasaki Genki Haraguchi 85' Yuya Osako Takashi Inui |
| Wílmar Barrios 31' James Rodríguez 59' Carlos Bacca 70' | wissels         | 70' Keisuke Honda 80' Hotaru Yamaguchi 85' Shinji Okazaki |
| Wílmar Barrios 64' James Rodríguez 86' | gele kaarten    | 90+4' Eiji Kawashima |
| Carlos Sánchez 3' | rode kaarten    | |

Colfútbol · A-internationals · Selecties · Statistieken · Bondscoaches · Colombiaans vrouwenelftal · Olympisch elftal · Colombia U20 · Colombia U17
1938 – 1949 ·
1950 – 1959 ·
1960 – 1969 ·
1970 – 1979 ·
1980 – 1989 ·
1990 – 1999 ·
2000 – 2009 ·
2010 – 2019 ·
2020 – 2029
WK 1962 · 
WK 1990 · 
WK 1994 · 
WK 1998 · 
WK 2014 · 
WK 2018
OS 1968 · 
OS 1972 · 
OS 1980 · 
OS 1992 · 
OS 2016
1938 · 
1939 · 1940 · 1941 · 1942 · 1943 · 1944 · 
1946 · 
1947 · 
1948 · 
1949 · 
1950 · 1951 · 1952 · 1953 · 1954 · 1955 · 1956 · 
1957 · 
1958 · 1959 · 1960 · 
1961 · 
1962 · 
1963 · 
1964 · 
1965 · 
1966 · 
1967 · 
1968 · 
1969 · 
1970 · 
1971 · 
1972 · 
1973 · 
1974 · 
1975 · 
1976 · 
1977 · 
1978 · 
1979 · 
1980 · 
1981 · 
1982 · 
1983 · 
1984 · 
1985 · 
1986 · 
1987 · 
1988 · 
1989 · 
1990 ·
1991 · 
1992 · 
1993 · 
1994 · 
1995 · 
1996 · 
1997 · 
1998 · 
1999 · 
2000 · 
2001 · 
2002 · 
2003 · 
2004 · 
2005 · 
2006 · 
2007 · 
2008 · 
2009 · 
2010 · 
2011 · 
2012 · 
2013 · 
2014 · 
2015 · 
2016 · 
2017 ·
2018 ·
2019 ·
2020 ·
2021
Algerije ·
Argentinië ·
Australië ·
Bahrein ·
België ·
Bolivia · 
Brazilië ·
Canada ·
Chili ·
China · 
Costa Rica ·
Cuba ·
DDR ·
Duitsland ·
Ecuador ·
Egypte ·
El Salvador ·
Engeland ·
Finland ·
Frankrijk ·
Griekenland ·
Guatemala · 
Haïti ·
Honduras ·
Hongarije ·
Hongkong ·
Ierland ·
Irak ·
Israël ·
Ivoorkust ·
Jamaica ·
Japan ·
Joegoslavië ·
Jordanië ·
Kameroen ·
Koeweit · 
Liberia · 
Marokko ·
Mexico ·
Montenegro ·
Nederland ·
Nederlandse Antillen ·
Nicaragua ·
Nieuw-Zeeland · 
Nigeria ·
Noord-Ierland ·
Noorwegen ·
Panama ·
Paraguay ·
Peru ·
Polen ·
Puerto Rico ·
Qatar ·
Roemenië ·
Saoedi-Arabië ·
Schotland ·
Senegal ·
Servië ·
Slovenië ·
Slowakije ·
Sovjet-Unie ·
Spanje ·
Trinidad en Tobago ·
Tsjecho-Slowakije ·
Tunesië · 
Turkije · 
Uruguay ·
Venezuela ·
Verenigde Arabische Emiraten · 
Verenigde Staten ·
Zuid-Afrika ·
Zuid-Korea ·
Zweden ·
Zwitserland
Brazilië (2014) ·
Engeland (2018) ·
Griekenland (2014) ·
Ivoorkust (2014) ·
Japan (2014) ·
Japan (2018) ·
Polen (2018) ·
Senegal (2018) ·
Uruguay (2014)
JFA · A-Internationals · Selecties · Bondscoaches · Statistieken · Olympisch elftal · Japans vrouwenelftal · Japan U21 · Japan U20 · Japan U19 · Japan U18 · Japan U17
1910 – 1949 · 
1950 – 1959 · 
1960 – 1969 · 
1970 – 1979 · 
1980 – 1989 · 
1990 – 1999 · 
2000 – 2009 · 
2010 – 2019 · 
2020 – 2029
CC 1995 · 
CC 2001 · 
CC 2003 · 
CC 2005
WK 1998 · 
WK 2002 · 
WK 2006 · 
WK 2010 · 
WK 2014 · 
WK 2018
OS 1936 · 
OS 1956 ·
OS 1964 · 
OS 1968 · 
OS 1996 ·
OS 2000 ·
OS 2004 ·
OS 2008 ·
OS 2012 ·
OS 2016 ·
OS 2020
1917 · 
1918 · 1919 · 
1921 · 
1922 · 
1923 · 
1924 · 
1925 · 
1926 · 
1927 · 
1928 · 1929 · 
1930 · 
1931 · 1932 · 1933 · 
1934 · 
1935 · 
1936 · 
1937 · 1938 · 
1939 · 
1940 · 
1941 · 
1942 · 
1943 – 1950 · 
1951 · 
1952 · 1953 · 
1954 · 
1955 · 
1956 · 
1957 · 
1958 · 
1959 · 
1960 · 
1961 · 
1962 · 
1963 · 
1964 · 
1965 · 
1966 · 
1967 · 
1968 · 
1969 · 
1970 · 
1971 · 
1972 · 
1973 · 
1974 · 
1975 · 
1976 · 
1977 · 
1978 · 
1979 · 
1980 · 
1981 · 
1982 · 
1983 · 
1984 · 
1985 · 
1986 · 
1987 · 
1988 · 
1989 · 
1990 · 
1991 · 
1992 · 
1993 · 
1994 · 
1995 · 
1996 · 
1997 · 
1998 · 
1999 · 
2000 · 
2001 · 
2002 · 
2003 · 
2004 · 
2005 · 
2006 · 
2007 · 
2008 · 
2009 · 
2010 · 
2011 · 
2012 · 
2013 · 
2014 · 
2015 ·
2016 ·
2017 ·
2018 ·
2019 ·
2020 ·
2021 ·
2022
Afghanistan ·
Angola ·
Argentinië ·
Australië ·
Azerbeidzjan · 
Bahrein ·
Bangladesh ·
België ·
Bolivia ·
Bosnië en Herzegovina ·
Brazilië ·
Brunei ·
Bulgarije ·
Cambodja ·
Canada ·
Chili ·
China ·
Colombia ·
Costa Rica ·
Cyprus ·
Denemarken ·
Duitsland ·
Ecuador ·
Egypte ·
El Salvador ·
Engeland ·
Filipijnen ·
Finland ·
Frankrijk ·
Ghana ·
Griekenland ·
Guatemala ·
Haïti ·
Honduras ·
Hongarije ·
Hongkong ·
IJsland ·
India ·
Indonesië ·
Irak ·
Iran ·
Israël ·
Italië ·
Ivoorkust ·
Jamaica ·
Jemen ·
Joegoslavië ·
Jordanië ·
Kameroen ·
Kazachstan ·
Kirgizië ·
Koeweit ·
Kroatië ·
Letland ·
Luxemburg ·
Macau ·
Maleisië ·
Mali ·
Malta ·
Mexico ·
Mongolië ·
Montenegro ·
Myanmar ·
Nederland ·
Nepal ·
Nieuw-Zeeland ·
Nigeria ·
Noord-Korea ·
Noorwegen ·
Oekraïne ·
Oezbekistan ·
Oman ·
Oostenrijk ·
Pakistan ·
Palestina ·
Panama ·
Paraguay ·
Peru ·
Polen ·
Qatar ·
Roemenië ·
Rusland ·
Saoedi-Arabië ·
Schotland ·
Senegal ·
Servië ·
Servië en Montenegro ·
Singapore ·
Slowakije ·
Sovjet-Unie ·
Spanje ·
Sri Lanka ·
Syrië ·
Tadzjikistan ·
Taiwan ·
Thailand ·
Togo ·
Trinidad en Tobago ·
Tsjechië ·
Tunesië ·
Turkije ·
Turkmenistan ·
Uruguay ·
Venezuela ·
Verenigde Arabische Emiraten ·
Verenigde Staten ·
Vietnam ·
Wales ·
Wit-Rusland ·
Zambia ·
Zuid-Afrika ·
Zuid-Jemen ·
Zuid-Korea ·
Zuid-Vietnam ·
Zweden ·
Zwitserland
Australië (2006) · 
Brazilië (2006) · 
België (2018) · 
Colombia (2014) · 
Colombia (2018) ·
Denemarken (2010) ·
Duitsland (2022) · 
Frankrijk (2001) · 
Griekenland (2014) · 
Ivoorkust (2014) · 
Kameroen (2010) · 
Kroatië (2006) · 
Nederland (2010) ·
Polen (2018) ·
Senegal (2018) ·
Spanje (2022)